# Dinotrema erythropum
Dinotrema erythropum är en stekelart som beskrevs av Forster 1862. Dinotrema erythropum ingår i släktet Dinotrema och familjen bracksteklar. Arten är reproducerande i Sverige. Inga underarter finns listade i Catalogue of Life.